# Literaturlexikon
Ein Literaturlexikon kann Autorenbiografien, Inhaltsangaben einzelner Werke, literarische Genre- und Epochenbeschreibungen und Definitionen von Sachbegriffen enthalten.  Manche Lexika beschränken sich auf einen Sprachraum (bezüglich der Originalausgaben, Übersetzungen werden dann nicht erwähnt).  Lexika, die Werkbeschreibungen enthalten, sind in der Regel sehr umfangreich und haben die Tendenz, schnell zu veralten.

## Deutschsprachige Literaturlexika

### Autorenlexika
Die meisten Literaturlexika sind nach Autoren sortiert
- Deutsches Literatur-Lexikon, 37 Bände, 1968–2020, wichtigstes deutschsprachiges Autorenlexikon
- Lexikon deutsch-jüdischer Autoren

### Werklexika
Einige Lexika sind nach schriftstellerischen Werken sortiert
- Kindlers Literatur Lexikon und  Kindlers Neues Literaturlexikon
- Reclams Romanführer von Johannes Beer
- Wilperts Lexikon der Weltliteratur

### Sachgebiete
Einige Lexika stellen einzelne Literaturbereiche oder Zeitepochen im Überblick dar.
- Lexikon der Kinderliteratur und Jugendliteratur begründet von Klaus Doderer
- Enzyklopädie des Märchens: Handwörterbuch zur historischen und vergleichenden Erzählforschung. Hrsg. von Rolf Wilhelm Brednich. De Gruyter, Berlin 1975 ff. (2015 abgeschlossen, 15 Bde. inkl. Registerband) (A)
- Alpers, Fuchs, Hahn, Jeschke: Lexikon der Science Fiction Literatur. Erweiterte und aktualisierte Neuausgabe in einem Band. Heyne Verlag, München 1987, ISBN 3-453-02453-2.

### Literaturwissenschaftliche Lexika
Einige Lexika beschreiben die Literaturwissenschaft in ihren Einzelaspekten
- Reallexikon der deutschen Literaturwissenschaft: Neubearbeitung des Reallexikons der deutschen Literaturgeschichte. 3 Bände, hrsg. von Klaus Weimar, Harald Fricke und Jan-Dirk Müller, 3. Auflage, De Gruyter, Berlin [u. a.] 1997–2003.
- Metzler Lexikon Literatur

## Englischsprachige Literaturlexika
Es gibt zahlreiche Literaturlexika und -enzyklopädien in englischer Sprache
- Encyclopedia of African literature, hrsg. von Simon Gikandi, London u. a.: Routledge, 2003
- Holocaust literature : an encyclopedia of writers and their work. Hrsg. von S. Lillian Kremer, New York u. a.: Routledge, 2003
- The Oxford encyclopedia of American literature. Hrsg. von Jay Parini, Oxford u. a.: Oxford Univ. Press, 2004, 4 Bände
- Mary R. Reichardt (Hrsg.): Encyclopedia of Catholic literature. Greenwood, Westport (Connecticut) 2004 (2 Bde.)
- The Oxford encyclopedia of children’s literature. Hrsg. von Jack Zipes, Oxford [etc.]: Oxford University Press, 2006, 4 Bände
- The Greenwood encyclopedia of African American literature, hrsg. von Hans Ostrom und J. David Macey, Jr, Westport, Conn. u. a.: Greenwood Press, 2005, 5 Bände
- Encyclopedia of erotic literature, hrsg. von Gaëtan Brulotte, Routledge, New York [u. a.] 2006, 2 Bände
- The Oxford encyclopedia of British literature, hrsg. von David Scott Kastan, Oxford Univ. Press, Oxford [u. a.] 2006, 5 Bände
- The encyclopedia of Romantic literature. Hrsg. von Frederick Burwick, Malden, Mass. u. a.: Wiley-Blackwell, 2012, 3 Bände

## Literaturtheorie
- Lexikon literaturtheoretischer Werke: 400 Hauptwerke d. Literaturtheorie v. d. Antike bis z. Gegenwart, hrsg. von Rolf G Renner, Engelbert Habekost, Stuttgart: Kröner, 1995
- Metzler Lexikon Literatur- und Kulturtheorie: Ansätze – Personen – Grundbegriffe, hrsg. von Ansgar Nünning, Stuttgart: Metzler 2013

- Routledge Encyclopedia of Narrative Theory. Hrsg. von David Herman, Manfred Jahn und Marie-Laure Ryan, Routledge, London [u. a.] 2010, (Paperbackausgabe), ISBN 0-415-77512-4.
- The Oxford Encyclopedia of Literary Theory, hrsg. von John Frow, New York, NY: Oxford University Press, 2022